# Pool of London

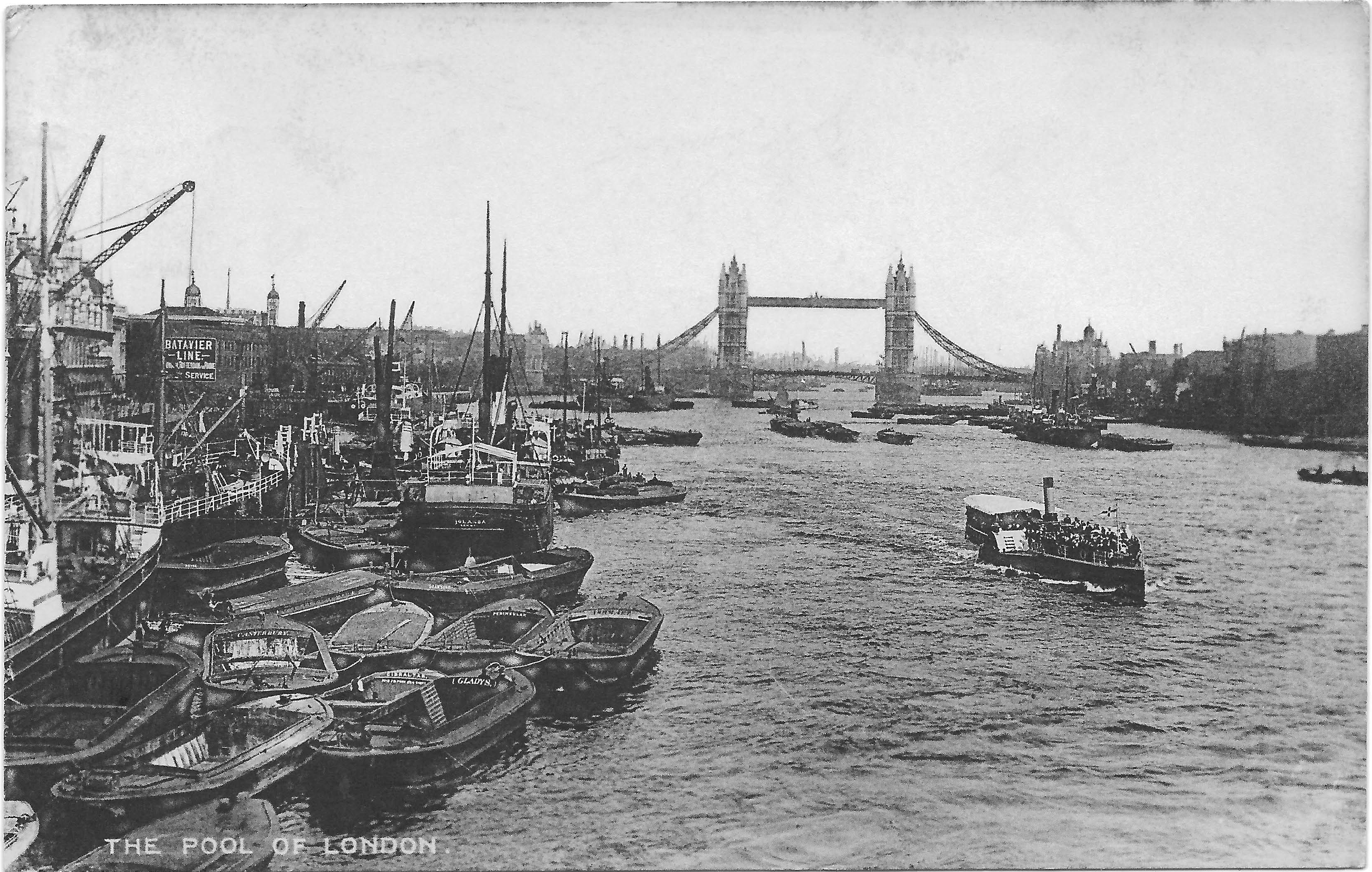
Una veduta del pool of London, sul fiume Tamigi, intorno al 1938

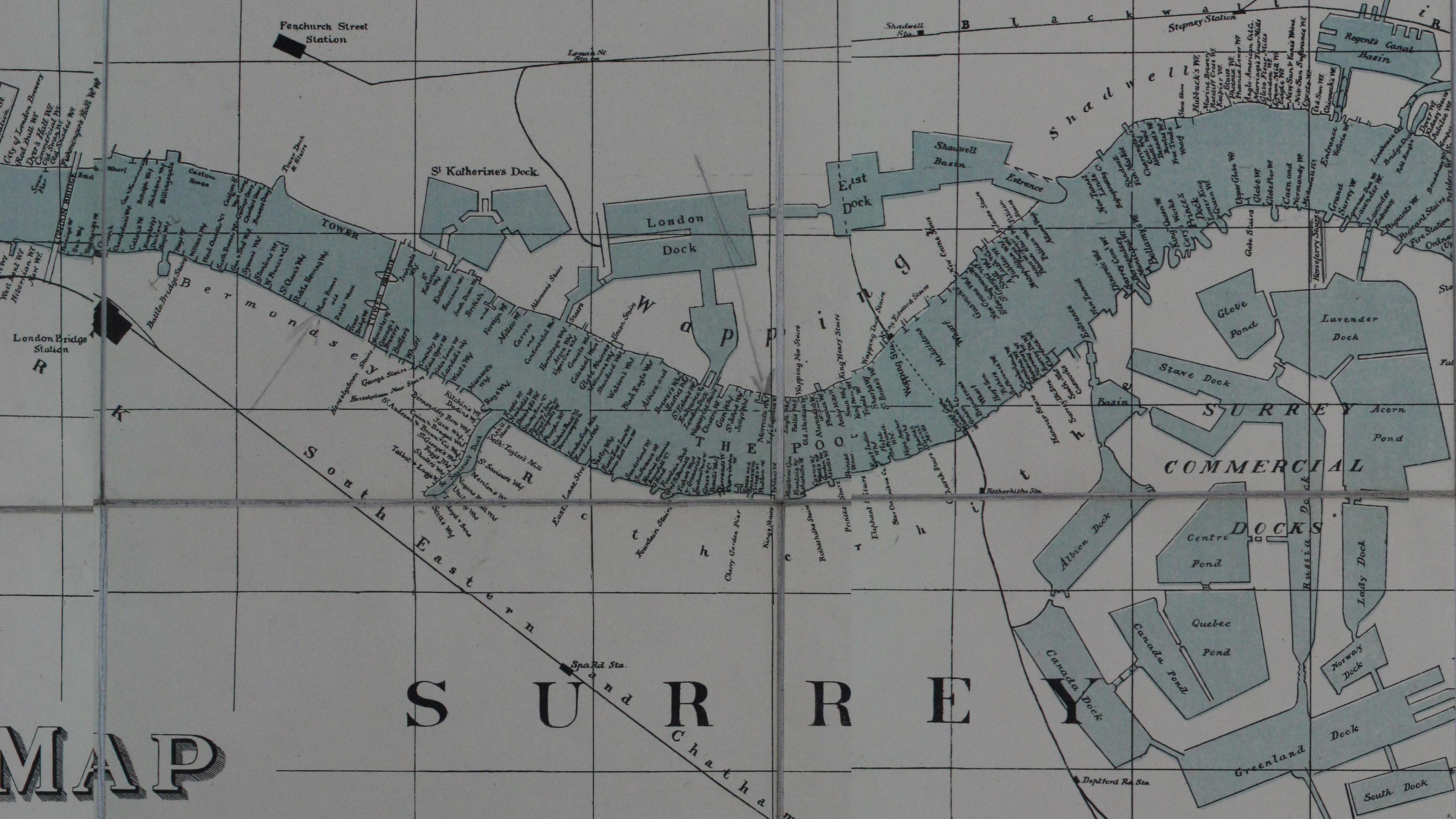
Una mappa del molo del Tamigi del 1905 da London Bridge a Limehouse che mostra Il Pool of London

Il Pool of London è un tratto del fiume Tamigi dal London Bridge al di sotto di Limehouse.
Parte della marea del Tamigi, il Pool, era navigabile da navi ad alto albero che trasportavano merci costiere e successivamente d'oltremare: i moli erano la parte originale del porto di Londra. Il Pool of London era diviso in due parti, l'Upper Pool  e il Lower Pool . L'Upper Pool era costituito dalla sezione tra il London Bridge e il Cherry Garden Pier a Bermondsey. Il Lower Pool andava dal Cherry Garden Pier a Limekiln Creek.

## Storia
In origine, il Pool of London era il tratto del fiume Tamigi lungo Billingsgate, sul lato sud della City di Londra, dove tutti i carichi importati dovevano essere consegnati per l'ispezione e la valutazione da parte degli ufficiali doganali, dando all'area il nome di "Legal Quays". Il contrabbando e il furto di merci erano all'ordine del giorno sia sui moli aperti affollati che nei magazzini. Il termine fu in seguito usato più in generale per riferirsi al tratto del fiume da Rotherhithe a monte del London Bridge, con il venerabile ponte che era il tratto più lontano che poteva essere navigato da una nave dall'albero alto.

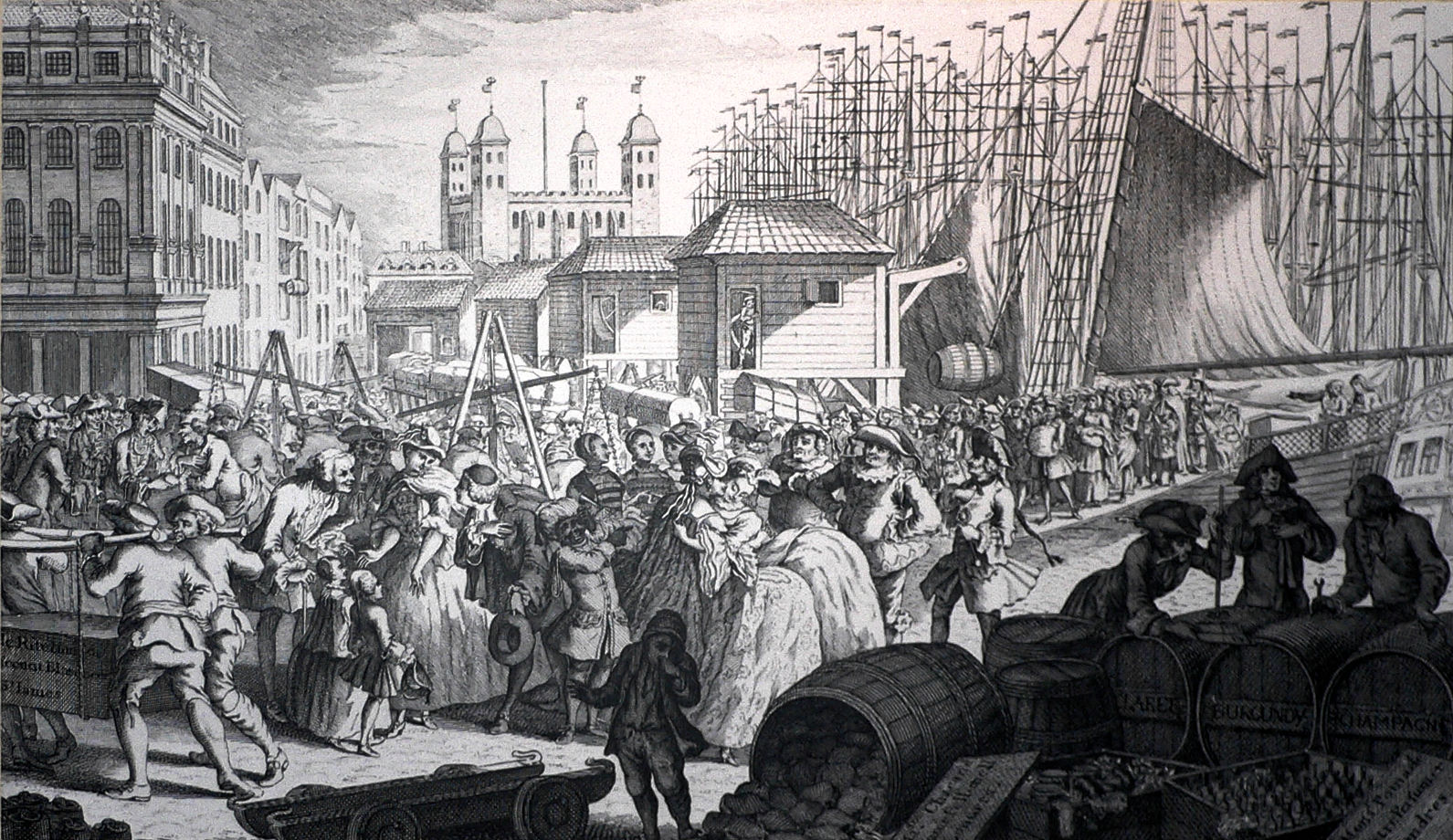
Legal Quays nel 1757, di Louis Peter Boitard.

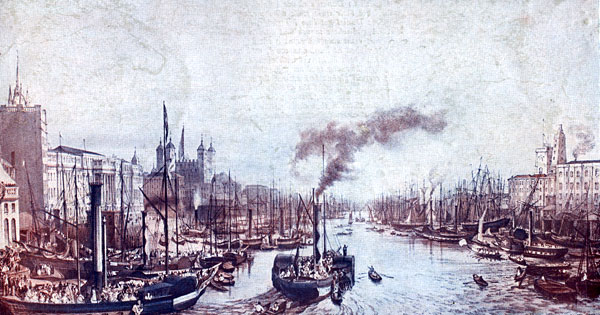
Una vista del Pool of London, fiume Tamigi, 1841

Il Pool of London fu di vitale importanza per la capitale per secoli - già nel VII secolo Beda scrisse che era la ragione dell'esistenza di Londra  - ma raggiunse il suo apice nel XVIII e XIX secolo. A quell'epoca il fiume era fiancheggiato da mura quasi continue di moli che correvano per chilometri lungo entrambe le sponde e centinaia di navi venivano ormeggiate nel fiume o lungo le banchine.
Il Pool of London vide un aumento fenomenale, sia nel commercio estero che costiero, nella seconda metà del XVIII secolo. Due terzi delle navi costiere che lo utilizzavano erano navi carboniere che soddisfacevano un aumento della domanda di carbone con l'aumento della popolazione di Londra. Il commercio costiero raddoppiò tra il 1750 e il 1796 raggiungendo 11.964 navi per anno nel 1795. Nel commercio estero, nel 1751 il Pool of London gestiva 1.682 navi e 234.639 tonnellate di merci, ma nel 1794 questi dati erano saliti a 3.663 navi e 620.845 tonnellate di merci.
La congestione era così estrema che si diceva fosse possibile attraversare il Tamigi semplicemente passando da una nave all'altra. I Docklands di Londra ebbero origine dalla mancanza di capacità nel Pool che aveva colpito in particolare il commercio delle Indie occidentali. Il West India Dock Act 1799 autorizzò la costruzione di un nuovo molo al di fuori del fiume per i prodotti delle Indie occidentali e il resto dei Docklands venne costruito quando i proprietari terrieri realizzarono bacini chiusi con sicurezza e strutture migliori rispetto ai moli del Pool.
Anche dopo la costruzione dei moli al di fuori del fiume, il Pool of London rimase una parte importante del porto di Londra. La navigazione necessitava di un accesso illimitato al Pool of London, che imponeva vincoli agli attraversamenti che diventavano sempre più necessari con lo sviluppo commerciale su entrambe le sponde del fiume e tra il 1825 e il 1843 fu costruito il Thames Tunnel. Tower Bridge venne inaugurato nel 1894 come ponte mobile. Nel 1909 il Pool passò sotto la giurisdizione della Port of London Authority. I moli prosperarono fino agli anni 1950, nonostante i gravissimi danni subiti dalle bombe durante la seconda guerra mondiale.

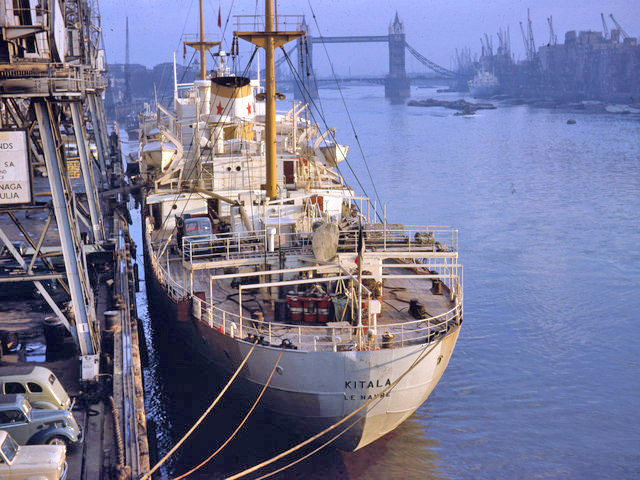
Una nave attraccata nel 1962

Il brusco crollo del traffico commerciale nel Tamigi, dovuto all'introduzione di container marittimi e porti costieri di acque profonde negli anni 1960, svuotò il Pool e portò alla chiusura di tutti i moli e alla loro demolizione. L'area venne ampiamente riqualificata negli anni 1980 e 1990 per creare nuovi quartieri residenziali e commerciali.

## Rinnovamento urbano
Nel 1996 venne istituita un'organizzazione - la Pool of London Partnership - per aiutare a promuovere la rigenerazione urbana delle aree a nord e a sud del fiume, ed estese il suo mandato leggermente più a est per includere i moli di St Katharine Docks e Shad Thames. Dopo un decennio di rigenerazione e un investimento di circa 100 milioni di sterline, la partnership Pool of London si sciolse nel marzo 2007 e il suo lavoro venne parzialmente proseguito da tre nuove organizzazioni: Team London Bridge, Potters Fields Park Management Trust e Tower Hill Management Group.
L'"area centrale" comprende Borough Market, London Bridge, Guy's Hospital, London Bridge Station, Hay's Gallery, HMS Belfast, City Hall, Shad Thames, Tower Bridge, St Katharine Docks, la Torre di Londra, la stazione della metropolitana di Tower Hill e il Monumento al grande incendio di Londra.

## Riferimenti culturali
André Derain dipinse quattro opere sul Tamigi e la sua Pool of London dipinta nel 1906 è in mostra alla Tate Gallery. Derain era uno dei principali fauvisti ed era stato inviato a Londra dal suo mercante per produrre vedute del Tamigi in stile fauvista.
Un film britannico, Pool of London (1951), è un dramma poliziesco ambientato all'interno del Pool. Il film venne diretto da Basil Dearden con gli attori Earl Cameron, Susan Shaw, Joan Dowling e Bonar Colleano, e gli attori comici Leslie Phillips, Alfie Bass e James Robertson Justice. Il Pool è apparso anche come location in vari altri film.
Patrick O'Brian fa riferimento al Pool nel romanzo Blue at the Mizzen, XX e ultimo libro completo della serie Aubrey-Maturin.